# George Barbier

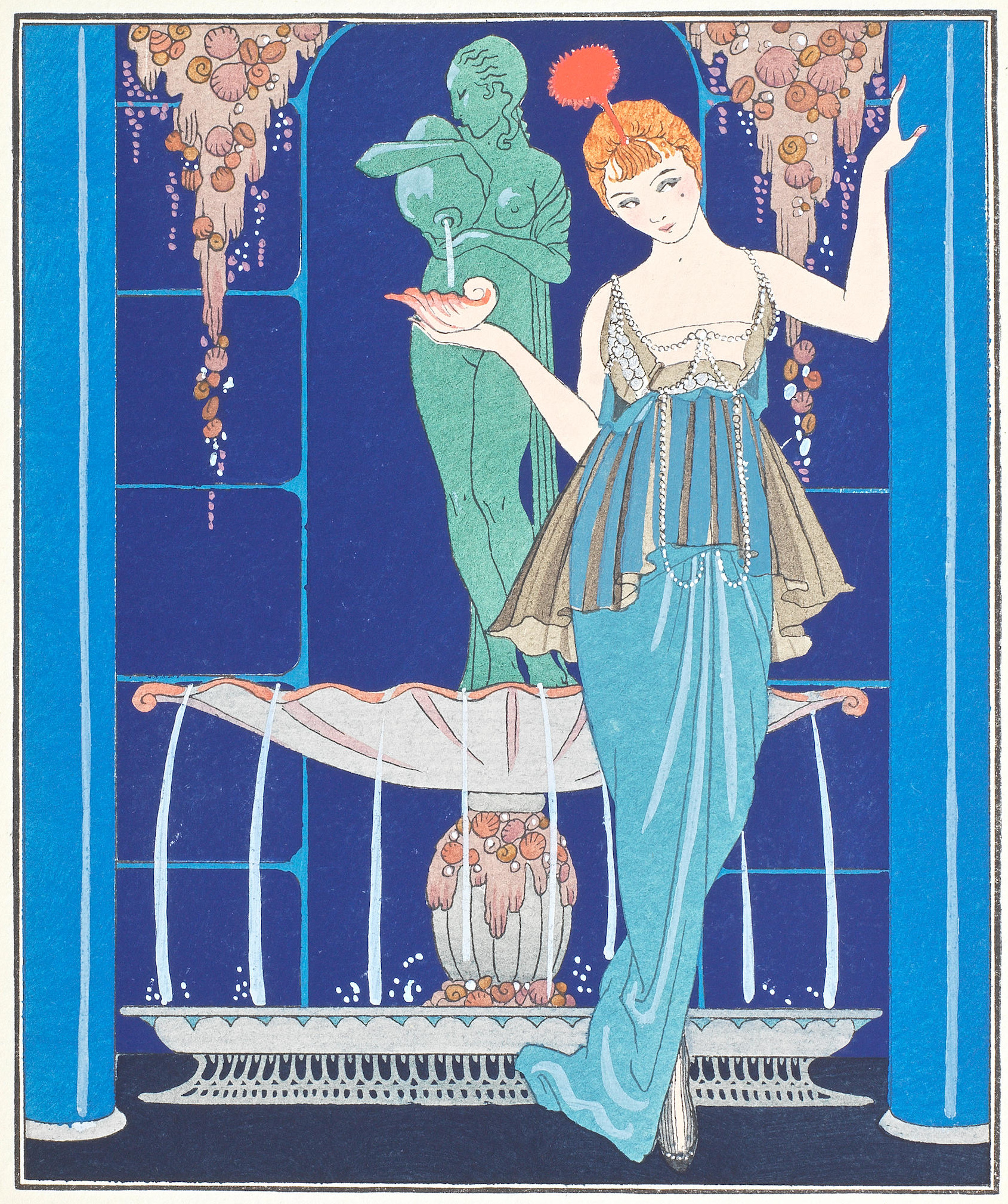
Ilustração de Georges Barbier

George Barbier (Nantes, 10 de outubro de 1882 - Paris, 1932) foi um dos maiores ilustradores de França do começo do século XX, além de desenhista de moda e pintor.

## Biografia
Geroge Barbier nasceu em 10 de outubro de 1882 em Nantes, França. Ele frequentou a École des Beaux-Arts no atelier de Jean Paul Laurens em 1907. Aos 29 anos Barbier montou sua primeira mostra, em 1911 e a partir de então foi alçado ao destaque em sua profissão, recebendo encomendas para realizar cartazes de teatro e balés, ilustração de livros e produzir alta costura com seus desenhos de moda.
Pelos próximos 20 anos Barbier integrou o grupo da École des Beaux Arts que recebeu o apelido da Vogue de Os Cavaleiros do Bracelete como tributo ao maneirismo chamativo e elegante dos traços e por seu modo de vestir.
Barbier foi introduzido nos círculos da elite por seus primos Bernard Boutet de Monvel e Pierre Brissaud, e os amigos Paul Iribe, Georges Lepape e Charles Martin. Durante sua carreira o artista ainda trabalhou com desenhos para vidraçaria, joalheria e papéis de parede, e escreveu ensaios e vários artigos para a prestigiosa Gazette du bon ton.
Na metade dos anos 1920 trabalhou com Erté em desenhos de cenários e vestuário para a Folies Bergère, e em 1929 redigiu a apresentação da aclamada mostra de Erté, alcançando grande popularidade com a regular publicação de desenhos na revista L'Illustration.
Morreu em 1932, no auge do sucesso.